# Saint-Remy-en-Bouzemont-Saint-Genest-et-Isson
Saint-Remy-en-Bouzemont-Saint-Genest-et-Isson ist eine französische Gemeinde mit 474 Einwohnern (Stand 1. Januar 2022) im Département Marne in der Region Grand Est. Sie gehört zum Kanton Sermaize-les-Bains im Arrondissement Vitry-le-François.
Der Ort trägt mit 45 Zeichen den längsten Namen einer französischen Gemeinde. Sie entstand 1836 aus dem Zusammenschluss der vorher selbständigen Kommunen Saint-Remy-en-Bouzemont, Saint-Genest und Isson.

## Lage
Die Gemeinde liegt rund zwölf Kilometer südöstlich von Vitry-le-François und wird vom Fluss Isson durchquert. 
Nachbargemeinden sind: Moncetz-l’Abbaye im Nordosten, Arrigny im Osten, Outines im Süden, Drosnay im Südwesten, Gigny-Bussy im Westen und Arzillières-Neuville im Nordwesten.

## Bevölkerungsentwicklung
| Jahr                       | 1962 | 1968 | 1975 | 1982 | 1990 | 1999 | 2006 | 2018 |
| Einwohner                  | 549  | 540  | 609  | 670  | 665  | 592  | 601  | 517  |
| Quellen: Cassini und INSEE |      |      |      |      |      |      |      |      |